# Élections territoriales mauritaniennes de 1957
Les élections territoriales mauritaniennes de 1957 se déroulent le 31 mars 1957 afin de pourvoir les 34 membres de l'Assemblée territoriale de Mauritanie, alors territoire d’outre-mer de l’Union française. Les élections ont lieu pour la première fois au suffrage universel direct par application de la Loi-cadre Defferre,
Les élections voient la victoire de l'Union progressiste mauritanienne, qui remporte tous les sièges sauf un remporté par un candidat indépendant dans la circonscription de la Baie du Lévrier.

## Résultats
|                           |                                          |         |      |        |     |  |  |  |  |
| Partis                    | Partis                                   | Votes   | %    | Sièges | +/– |  |  |  |  |
|                           | Union progressiste mauritanienne (UPM)   | 252 898 | 94,9 | 33     | 11  |  |  |  |  |
|                           | Bloc démocratique du Gorgol              | 5 126   | 1,9  | 0      | Nv  |  |  |  |  |
|                           | Union des natifs du sud de la Mauritanie | 1 737   | 0,7  | 0      | Nv  |  |  |  |  |
|                           | Indépendants                             | 6 713   | 2,5  | 1      | -   |  |  |  |  |
|                           |                                          |         |      |        |     |  |  |  |  |
| Suffrages exprimés        | Suffrages exprimés                       | 266 474 | 99,4 |        |     |  |  |  |  |
| Votes blancs et invalides | Votes blancs et invalides                | 1 680   | 0,6  |        |     |  |  |  |  |
| Total                     | Total                                    | 268 154 | 100  | 34     | 10  |  |  |  |  |
| Abstentions               | Abstentions                              | 107 998 | 28,7 |        |     |  |  |  |  |
| Inscrits / participation  | Inscrits / participation                 | 376 152 | 71,3 |        |     |  |  |  |  |